# Simone Weimans
Simone Weimans (Rotterdam, 23 november 1971) is een Nederlands  nieuwslezer en journalist.
Voor de  NOS presenteert ze het NOS Journaal op televisie. En programma's als Met het Oog op Morgen op NPO Radio 1. Weimans heeft Surinaamse roots en is de zus van modeontwerpster Marga Weimans.

## Loopbaan
Tijdens haar studie werkte Weimans al bij de Wereldomroep. In 1998 studeerde ze af in communicatiewetenschappen aan de Universiteit van Amsterdam en daarna begon ze met haar werkzaamheden bij de VARA. Eerst werkte ze daar als verslaggever en redacteur voor verschillende programma's op Radio 1 en Radio 5, later ook als presentator. Programma's die Weimans onder andere presenteerde waren Halte 747, De Ochtenden en Radio Kassa.
Later begon ze met voice-overwerk als de stem van Nederland 3, Zembla en meerdere programma's van de publieke omroep. In Dichtbij Nederland was ze voor het eerst op de televisie te zien. Later presenteerde ze op een digitaal themakanaal. Daarnaast was Weimans betrokken bij het Radio 1-programma De Gids.FM, waarin ze een rubriek maakte over sociale media en internet, genaamd Tijdgeest.
Weimans is presentatrice van het NOS Journaal sinds 2011. Sinds november 2017 presenteert ze vrijdags op NPO Radio 1 Met het Oog op Morgen. Ook presenteert ze regelmatig het NOS Radio 1 Journaal op die zender.
Op 9 januari 2016 verzuimde een NOS-technicus de mislukte opname met blooper van het door Weimans gepresenteerde 13-uurjournaal van de goede opnamen af te knippen, waardoor deze op Uitzending Gemist en vervolgens op YouTube verscheen.
Weimans nam in 2018 deel aan het spelprogramma Wie is de Mol?. Ze viel vlak voor de finale af. In 2022 sprak Weimans de stem in van Callisto Mal voor de film Strange World van Walt Disney Animation Studios.
In het voorjaar van 2025 was Weimans te zien als gastpanellid in het RTL 4-programma Make Up Your Mind.